# Lee Eun Young
Lee Eun Young (Busan, 1954) is een Nederlandse kunstenares afkomstig uit Zuid-Korea. Zij maakt tekeningen, grafiek, collages, assemblages en ruimtelijke installaties.

## Leven en werk
Lee Eun Young (die haar familienaam 'Lee' op Koreaanse wijze vooraan plaatst) studeerde van 1972 tot 1976 aan de Hongik Universiteit in Seoel en vervolgde haar studie van 1978 tot 1981 aan de École des Beaux-Arts in Parijs.
In 1981 was zij te gast aan de AKI te Enschede, ontwierp een kunstenaarsboek en reisde met de kunstenaarsgroep 'Synergism' naar Zweden voor deelname aan een groepsexpositie in Lund. Later in dat decennium reisde zij naar New York en ontmoette de Koreaanse videokunstenaar Nam June Paik in zijn atelier aldaar. Zij exposeerde bij de GBK en toonde een installatie in het Museum voor Moderne Kunst in Arnhem.  
In 1993 had zij een tentoonstelling in het Koninklijk Instituut voor de Tropen in Amsterdam. In 2005 was haar werk te zien in het Yushun Museum in Harbin in China: Human, Nature and Arts en in Seoel: Environment and Art.  Sommige van haar projecten worden uitgewerkt binnen het maatschap Lanters en Lee; in samenwerking met de beeldhouwer Carel Lanters, met wie zij sinds 1982 getrouwd is. In 2013 exposeerde zij haar werk op thematentoonstellingen in Arnhem, Gistel in België en Tel Aviv.

## Werkbeschrijving
Zij werkt veelal in gemengde techniek op verschillende ondergronden waaronder diverse soorten papier, acrylplaat en glas. Zij maakt tekeningen, grafiek, collages, assemblages, mozaïeken en boekobjecten. Ook kan haar beeldend werk de vorm aannemen van sieraad, kleding- en meubelstuk. 
In haar composities gebruikt zij symbolen en relicten uit de oosterse en de westerse cultuur zoals geisha en crucifix. Hierbij put zij uit haar persoonlijke verzameling van curiosa en kunst en kiest soms ook inspiratiebronnen uit officiële archieven en museumcollecties. In haar grafiek gebruikt zij onder andere zelfportretten en historische foto's.

## Musea (selectie)
Musea die haar werk bezitten zijn onder andere:
- Museum voor Moderne Kunst Arnhem
- Museum Het Valkhof, Nijmegen
- Van Abbemuseum, Eindhoven

## Tentoonstellingen (selectie)
- 1984: Museum voor Moderne Kunst, Arnhem: Installatie
- 1993: Koninklijk Instituut voor de Tropen, Amsterdam: Lee Eun Young
- 1996: Radboud Universiteit/Volkenkundig Museum, Nijmegen: The Dust Collectors
- 2000: Museum voor Moderne Kunst, Arnhem: Photography
- 2002: Museum Het Valkhof, Nijmegen: Alhambra
- 2003: De Paraplufabriek, Nijmegen: Zucht
- 2004: Museum voor Moderne Kunst, Arnhem: Made in Arnhem. MIA
- 2005: De Buytensael, Arnhem: Azië in Arnhem
- 2007: Oude Kerk, Amsterdam: Art Moves
- 2008: Oude Kerk, Amsterdam: Art in Redlight. AIR4
- 2011: Espace Enny, Laag Keppel: Who is Afraid of Oriental Girls?
- 2012: Stedelijk Museum De Lakenhal, Leiden: Parelen in kunst, natuur & dans
- 2012: Museum Elburg, Elburg: In Gesprek. Reacties op collectiestukken
- 2013: Landgoed Museum Bronbeek, Arnhem: Bronbekers in beeld
- 2017: Museum Kurhaus Kleef: 13. Salon der Künstler